# Tadeusz Socha
Tadeusz Socha (* 15. února 1988, Vratislav, Polsko) je polský fotbalový obránce, od roku 2015 hráč klubu Arka Gdynia. Je bývalým mládežnickým reprezentantem Polska.

## Klubová kariéra
Odchovanec klubu Śląsk Wrocław se poprvé do A-týmu dostal v roce 2007. V ročníku 2007/08 zažil postup klubu z druhé ligy do Ekstraklasy. V sezoně 2008/09 vyhrál se Śląskem Puchar Ekstraklasy (polský ligový pohár) a v sezoně 2011/12 ligový titul. Na začátku sezony 2012/13 vyhrál v dresu Śląsku i polský Superpohár. V prosinci 2014 s ním klub neprodloužil smlouvu.

V lednu 2015 se stal hráčem druholigového týmu Bytovia Bytów. V létě 2015 přestoupil do klubu Arka Gdynia. S Arkou vyhrál v sezóně 2016/17 polský fotbalový pohár.

## Reprezentační kariéra
Tadeusz Socha byl v letech 2009–2010 členem polské reprezentace do 21 let.